# チャールズ・ディケンズ博物館
チャールズ・ディケンズ博物館（チャールズ・ディケンズはくぶつかん、英: Charles Dickens Museum）は、ロンドンのカムデン・ロンドン自治区のキングス・クロスにあるチャールズ・ディケンズに関する博物館である。 建物は、典型的なジョージアン様式のテラスハウス（集合住宅もしくは連棟住宅）であり、1837年3月25日(ディケンズの結婚の1年後) から1839年12月までディケンズが住んでいた邸宅が使われている。

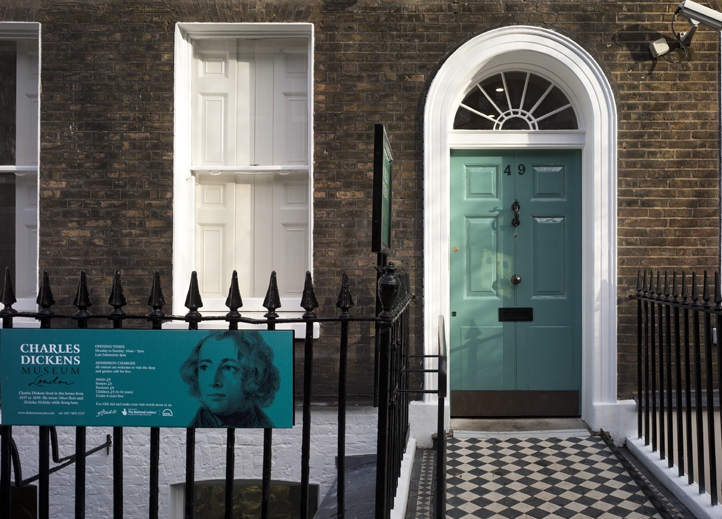
チャールズ・ディケンズ博物館、ロンドン

## ディケンズとダウティ・ストリート
19世紀当時、ダウティ・ストリートは高級住宅地であり、人の出入りを制限するため通りの両端に門が設けられ、ポーターが配置されていた。チャールズ・ディケンズと彼の妻キャサリン・ディケンズ（旧姓：ホガース）は、10人の子供のうち最年長の3人と一緒にここに住んでいた。ディケンズの上の娘2人であるメアリー・ディケンズとケイト・マクレディ・ディケンズはこの家で生まれた。
後に、ディケンズの弟フレデリックが加わった。キャサリンの17歳の妹メアリーもファーニバルズ・インから引っ越してきて、結婚した姉と義兄をサポートした。当時は、未婚の妹が同居して新婚夫婦を助けることは珍しいことではなかった。ディケンズはメアリーを非常に愛したが、彼女は1837年に急な病気の後、ディケンズに抱きしめられながら亡くなった。彼女は彼の小説の多くの登場人物に影響を与え、彼女の死は『骨董屋』のリトル・ネルことネル・トレントの死のモデルとなっている。ディケンズはこの土地を3年間（年間80ポンド）で賃貸していた。彼は1839年までここに住み、その後、経済的に余裕ができ、家族が増えるにつれて、より大きな家に移った。しかし、これはロンドンで彼の住んだ家の中で唯一の現存している家である。
ディケンズがこの家に住んでいた2年間は非常に生産的であった。ここで彼は『ピクウイック・クラブ』(1836年) を完成させた。さらに、『オリバー・ツイスト』(1838年) と『ニコラス・ニクルビー』(1838～1839年) の全文を書き、『バーナビー・ラッジ』(1840～1841年) の執筆に取り組んだ。

## 博物館
ダウティ・ストリート48番地の建物は、1923年に取り壊しの危機に瀕していたが、1902年に設立されたディケンズ・フェローシップによって救済され取り壊しは中止となった。家は改築され、慈善団体の指揮の下でチャールズ・ディケンズ博物館が1925年に開館した。
最も有名な展示品は、おそらくピックウィック・クラブのオリジナルのイラストレーターであるロバート・ウィリアム・バスによる「ディケンズの夢」のタイトルで知られるディケンズの肖像画である。この未完成の肖像画は、ギャズ・ヒル・プレイスの書斎にいるディケンズが、彼が創作した多くの小説のキャラクターに囲まれている様子を示している。この絵は、ディケンズの没後、1870年に描き始められた。博物館の他の注目すべき遺物には、多数の初版、オリジナルの原稿、ディケンズによるオリジナルの手紙、およびディケンズと彼の家族が所有する多くの個人的なアイテムが含まれている。現存するディケンズが着用した唯一の既知の衣服も、博物館に展示されている。これは、ディケンズが1870年にプリンス・オブ・ウェールズに謁見を賜った際に彼が着用した宮廷衣装と帯剣である。

## ギャラリー

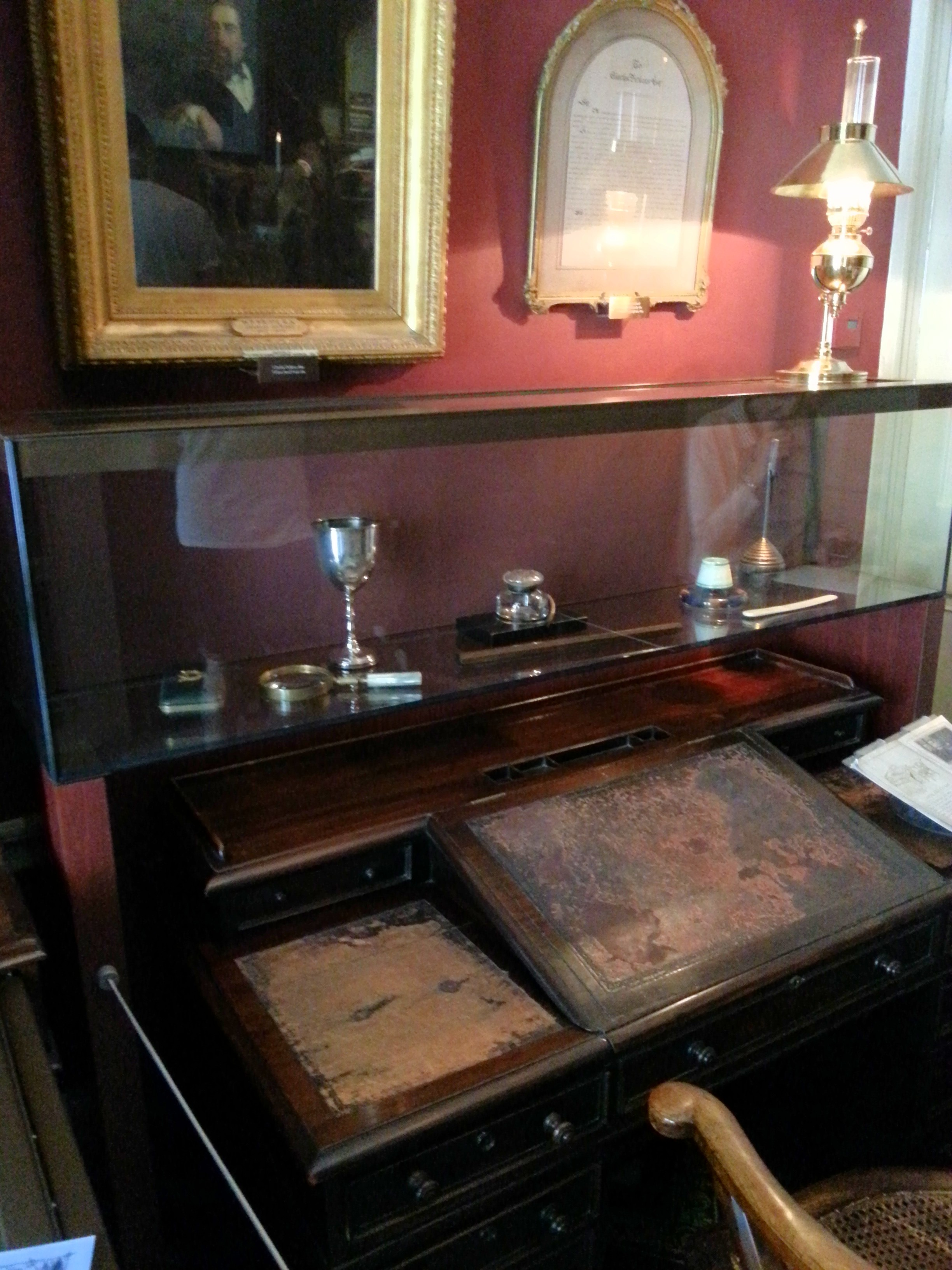
仕事机
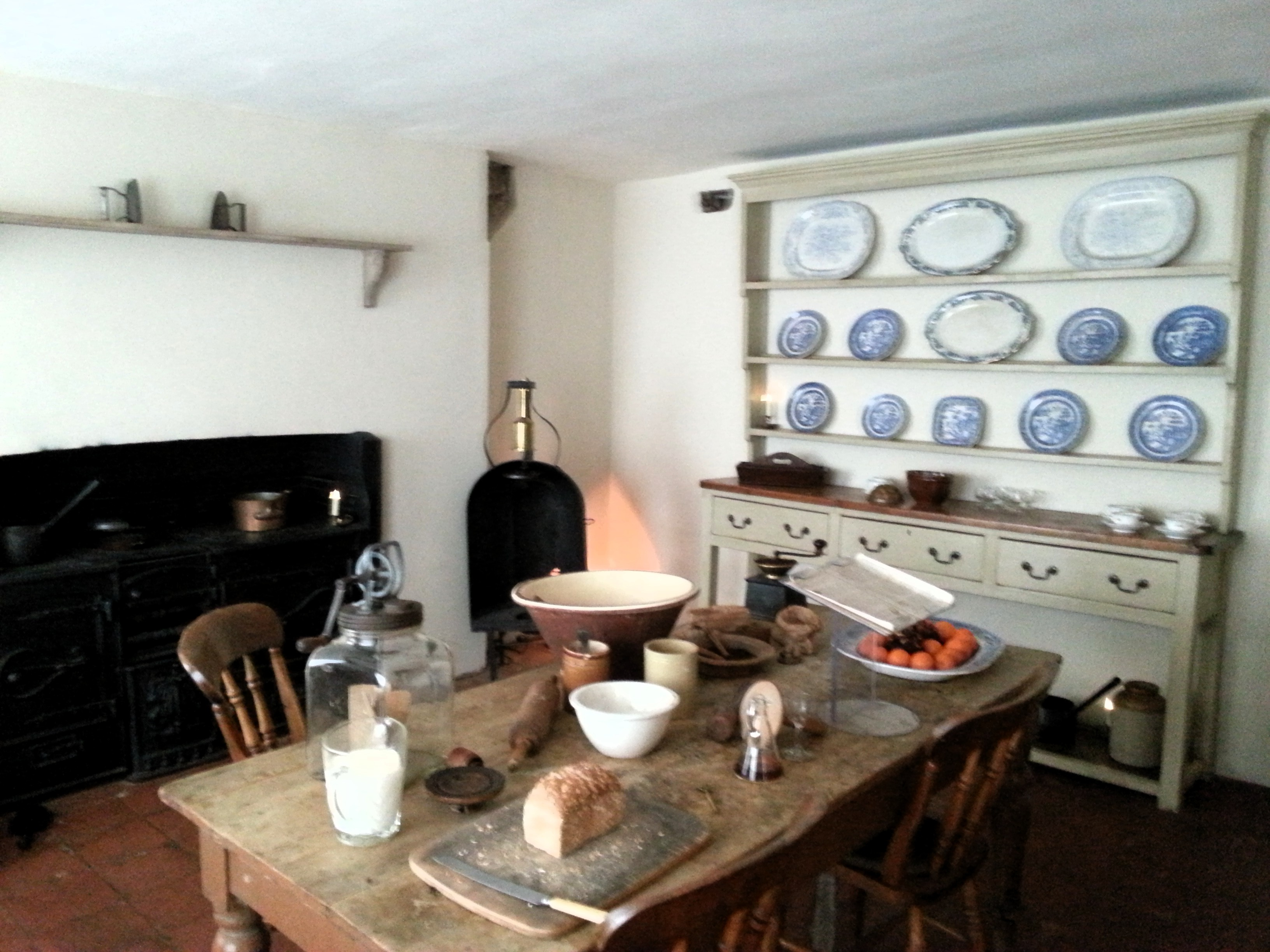
1階の台所
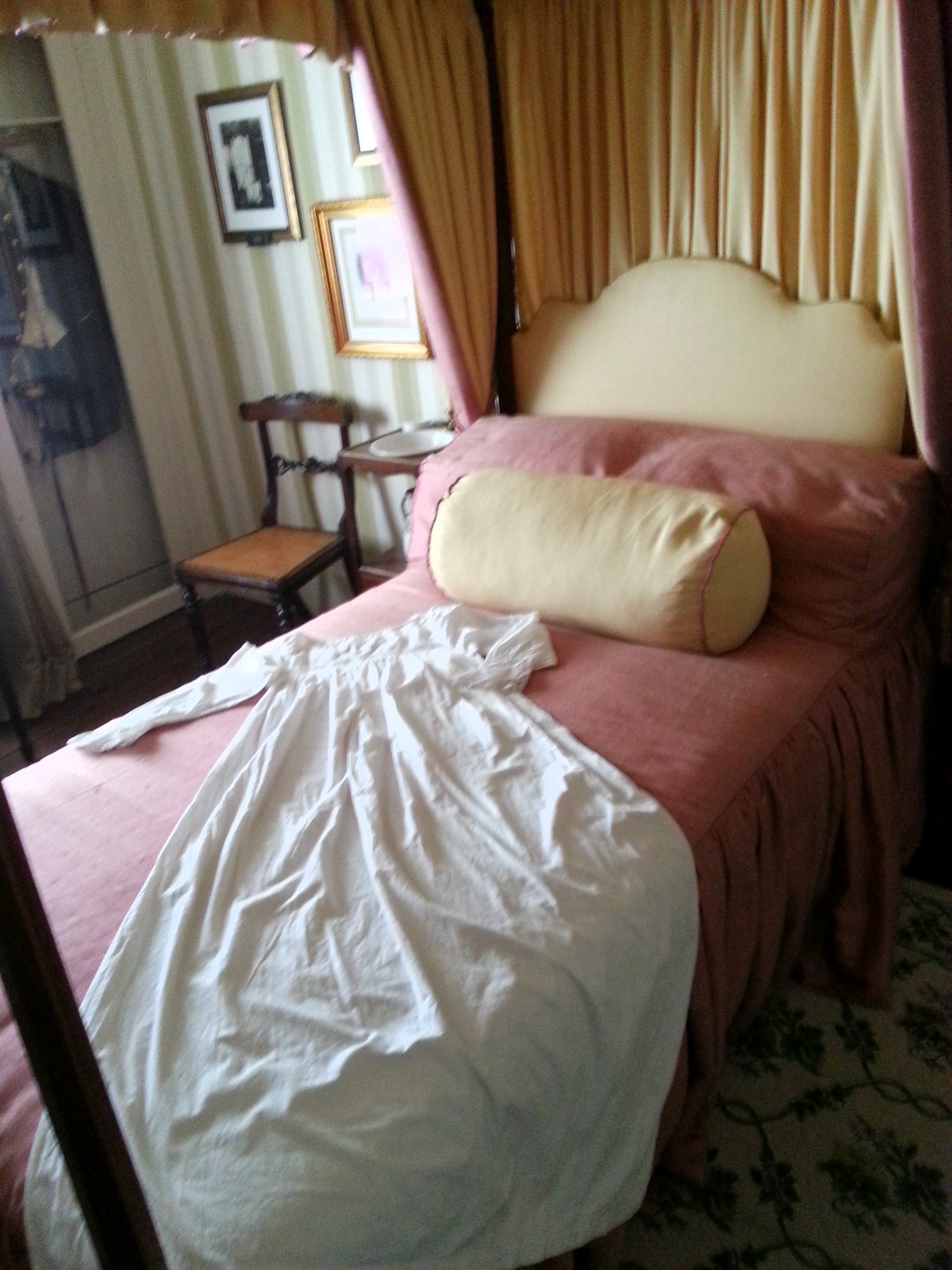
メアリー・ホガースの部屋
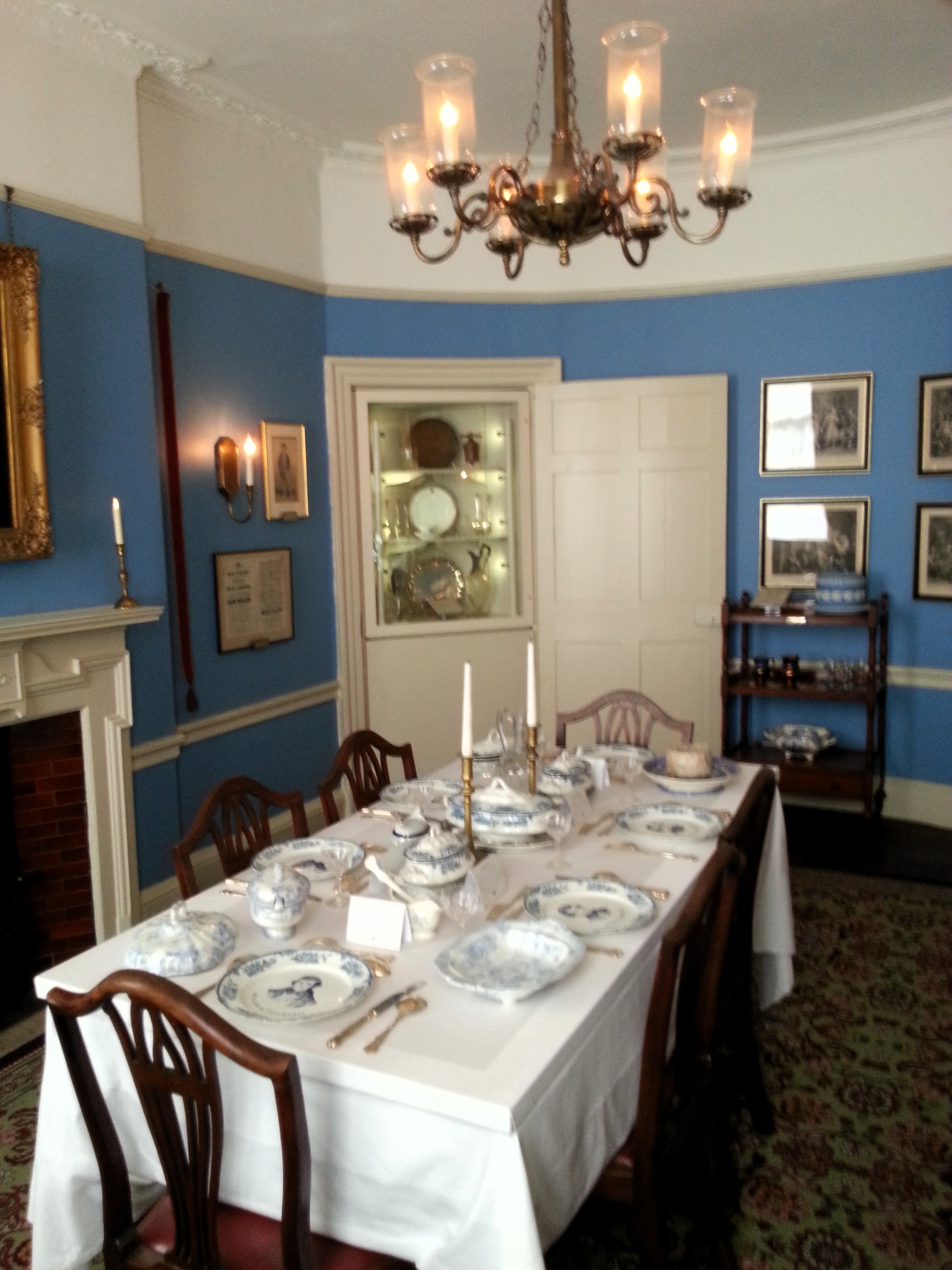
ダイニングルーム
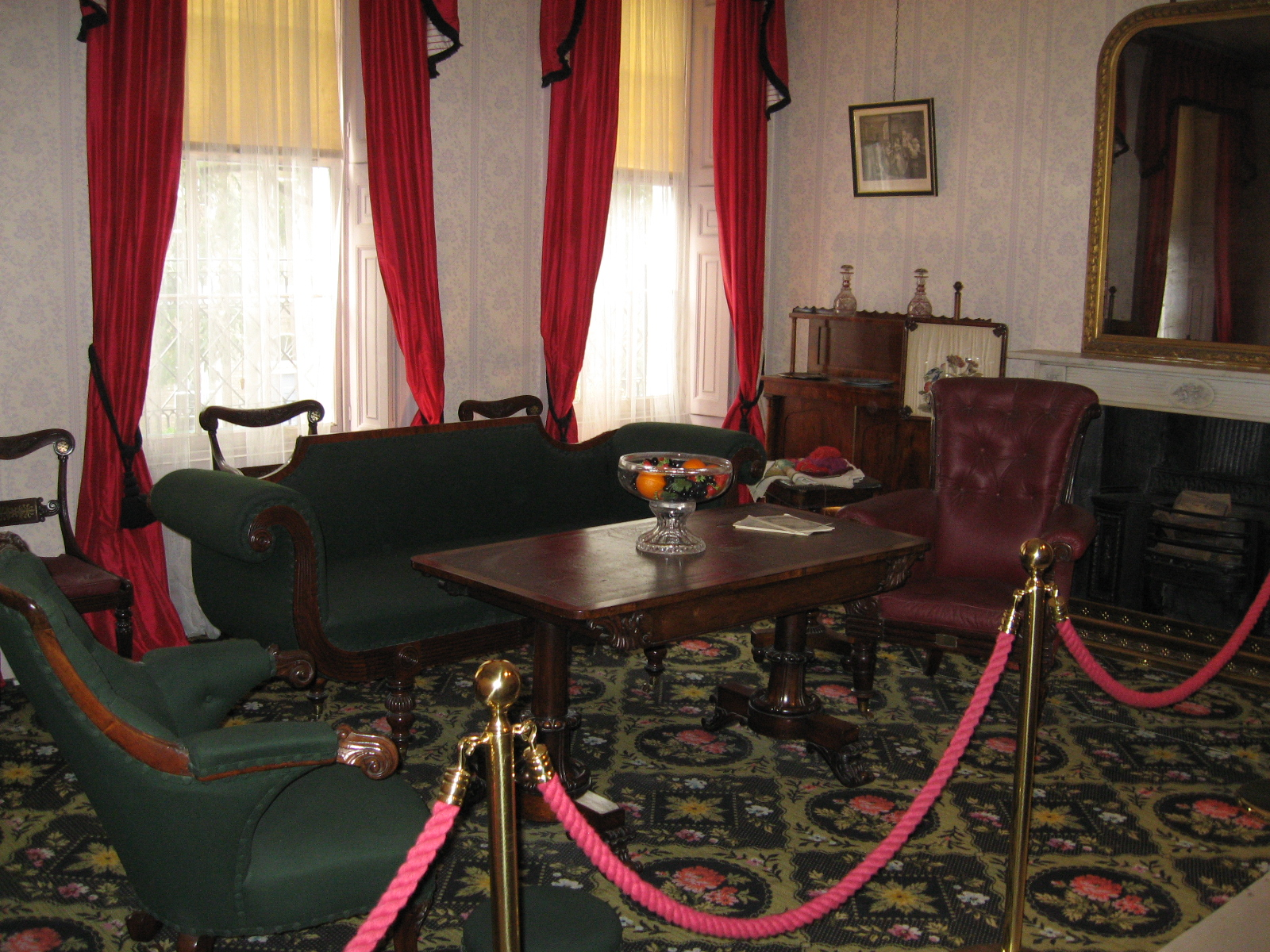
ディンズのリビングルーム
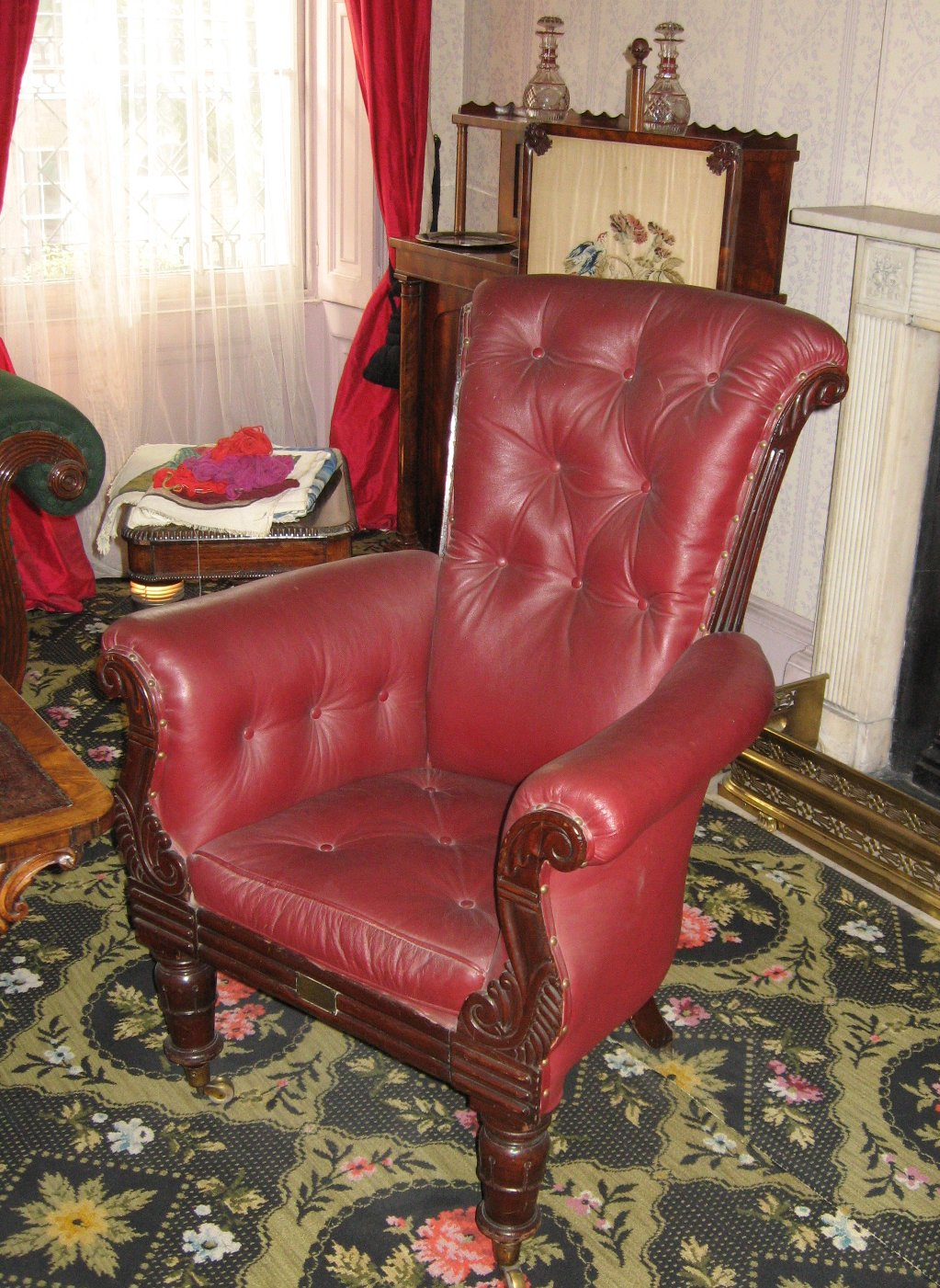
ディケンズの椅子
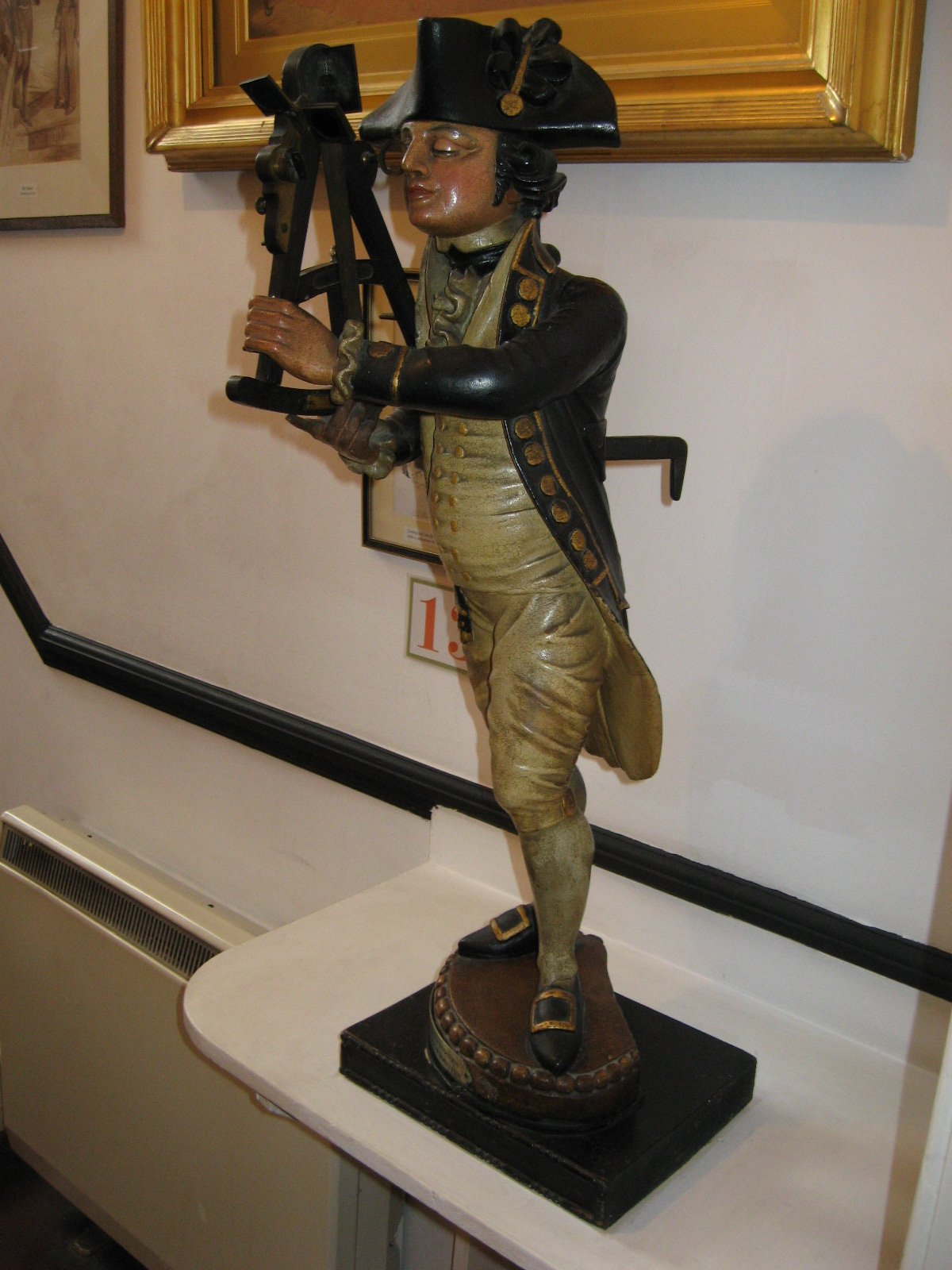
『ドンビー父子』に登場する「リトルミッドシップマン」
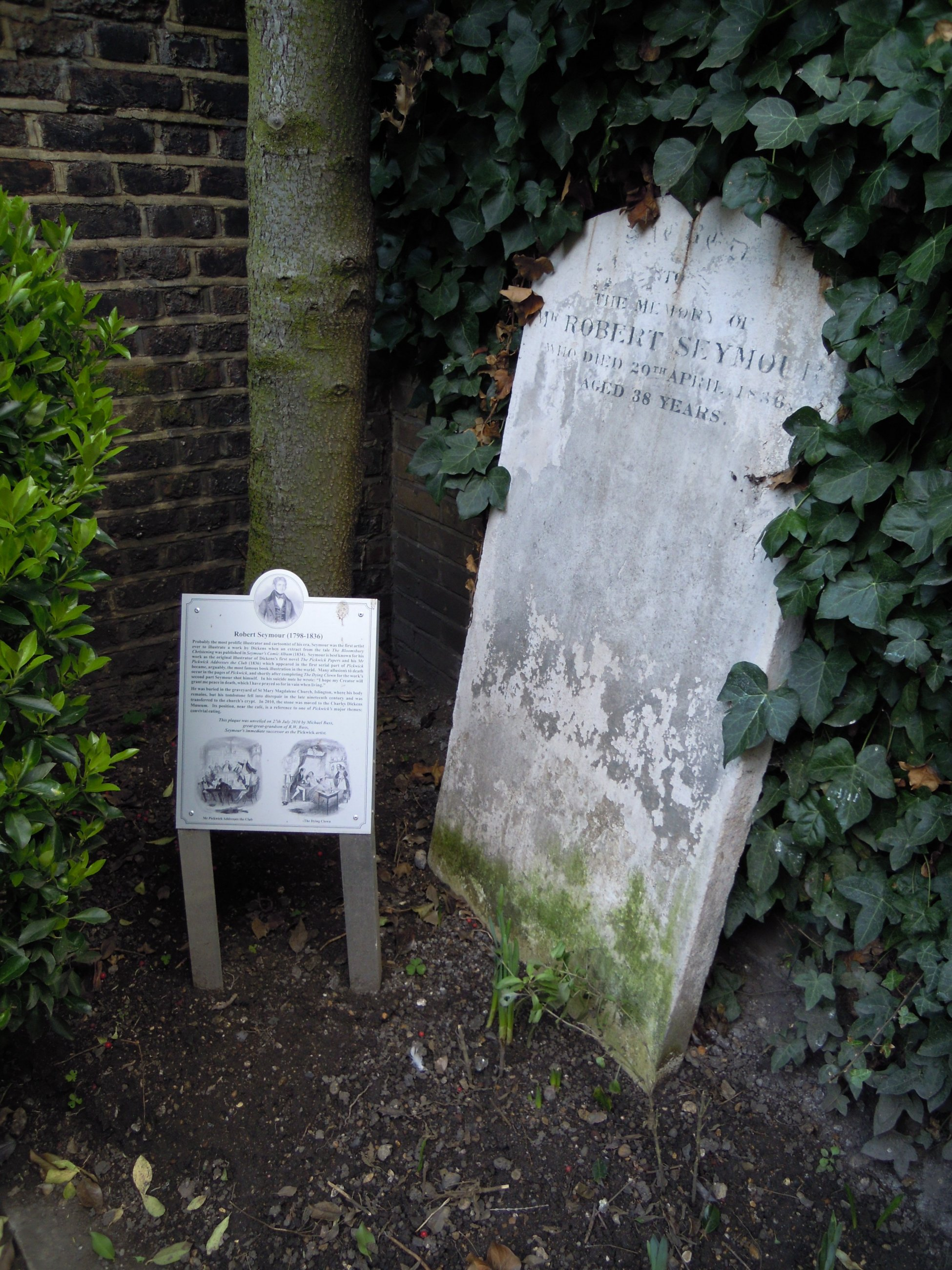
イラストレーター、ロバート・シーモアの墓石